# 已灭绝动物列表
已滅絕動物動物依不同定義共有以下列表：
- 已灭绝动物列表 (近现代)
- 野外滅絕動物列表
- 亞洲已滅絕動物列表
- 已滅絕蝴蝶列表

|  | 本条目是列表索引。 |